# Johanna Dorn-Fladerer
Johanna Dorn, auch Johanna Dorn-Fladerer, (* 22. Dezember 1913 in Suben; † 28. November 1988 in Schärding) war eine österreichische Malerin.

## Leben, Ausbildung und Wirken

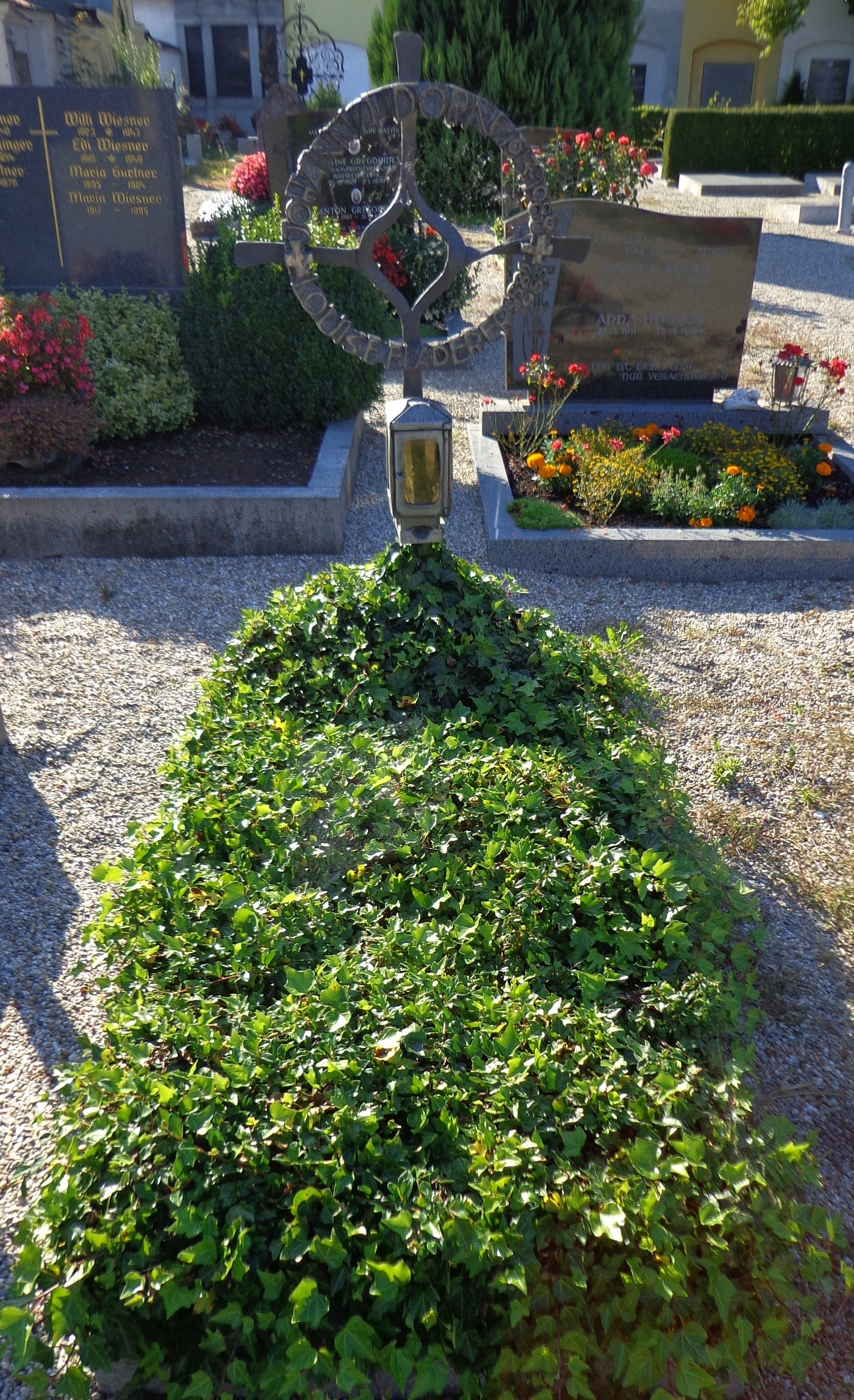
Stadtfriedhof Schärding, Grab von Johanna Dorn-Fladerer

Sie wuchs in Suben auf und besuchte die Bürgerschule in Schärding. Von 1932 bis 1936 absolvierte sie die Lehrerbildungsanstalt bei den Ursulinen in Salzburg, danach studierte sie ein Jahr an der Graphischen Lehr und Versuchsanstalt in Wien und anschließend bis 1942 an der Akademie der bildenden Künste Wien bei Hans Larwin, Carl Fahringer und Christian Ludwig Martin. Anregungen erhielt sie auch von Herbert Boeckl. Dort lernte sie 1939 auch Herbert Fladerer kennen, die beiden heirateten 1942 während seines Fronturlaubs. Nach dem Krieg zogen sie nach Kneiding bei Münzkirchen und 1965 schließlich nach Wernstein am Inn. 1952 wurde deren Sohn Thomas geboren. In den 1970er-Jahren unternahm sie Reisen nach Venedig, Chioggia, Jesolo und Istrien, in den 1980er-Jahren nach Rom, Assisi, Florenz, Ravenna, Riva, Hamburg, Prag, Jugoslawien, Nizza und Cagnes sur mer. Johanna Dorn ist die Schwester von Alois Dorn und Conrad Dorn.

## Ausstellungen
Ihren Werken waren Ausstellungen gewidmet u. a. in
Stift Reichersberg, in der Galerie der Hypo-Bank in Linz, im Landeskulturzentrum Ursulinenhof, im Bezirksmuseum Herzogsburg in Braunau am Inn und im Schlossmuseum Linz

## Auszeichnungen
- Preis des Unterrichtsministeriums (1960)
- Verleihung des Titels Professor h. c.
- Österreichisches Ehrenkreuz für Wissenschaft und Kunst I. Klasse
- Nach ihr wurden in Wernstein am Inn und in Schärding die Johanna-Dorn-Wege und in Münzkirchen die Johanna-Dorn-Straße bezeichnet.